# مجید خدابخش
مجید خدابخش از سال ۱۳۶۰ الی ۱۳۷۹ مسئولیت‌های سیاسی در قامت معاونت استانداری استانهای آذربایجان غربی و شرقی داشته است.
پس از تصمیم به ادامه تحصیل در مقطع دکتری مدیریت دولتی، وارد عرصهٔ صنعت شده است.
تجربیات وی در حوزهٔ صنعت:
1. مدیرعامل مجتمع آلومینوم المهدی: ۱۳۷۹–۱۳۸۱
2. مدیرعامل شرکت ایران پویا (جنرال الکتریک سابق): ۱۳۸۱–۱۳۸۳
3. مدیرعامل شرکت موتورسازان تراکتورسازی تبریز: ۱۳۸۳–۱۳۸۵
4. مدیرعامل شرکت ماشین‌سازی تبریز: ۱۳۸۵–۱۳۸۷
5. مدیرعامل شرکت صنایع تجهیزات نفت: ۱۳۸۷–۱۳۸۹
6. مدیرعامل هلدینگ پترو امید آسیا: ۱۳۸۹–۱۳۹۲
7. عضو موظف هیئت مدیره و قائم مقام مدیرعامل شرکت مگاموتور (سایپا): ۱۳۹۸–۱۴۰۰
8. معاونت نظارت و ارزیابی شرکت کیسون: از ۱۴۰۲

او استاندار استان اردبیل در دولت یازدهم و استاندار آذربایجان شرقی در دولت دوازدهم بود.
تجربیات وی در حوزه اجرائی و حاکمیتی:
1. استاندار آذربایجان شرقی : 1396 - 1397
2. استاندار اردبیل: 1392 - 1396
3. معاون سیاسی استانداری آذربایجان شرقی: 1376 -  1379 (استانداری آقای یحی محمدزاده)
4. معاون عمرانی استانداری آذربایجان شرقی : 1370 - 1376 (استانداری آقای اکبر پرهیزکار و علی عبدالعلی‌زاده)
5. معاون عمرانی استانداری آذربایجان غربی : 1368 - 1369 (استانداری آقای عطائی)
6. معاون برنامه ریزی استانداری آذربایجان غربی : 1362 - 1364 (استانداری آقای عطائی)

سوابق حضور وی در سمت های حاکمیتی در دوران مختلف اعم از سازندگی، اصلاحات و تدبیر و امید منجر به تسلط وی به رویکرد حاکمیتی به امور متعدد و همچنین قدرت چانه زنی بالا برای رفع موانع شده است.
از طرفی سوابق صنعتی وی در زمینه های مختلف اعم از تولید فلزات، صنایع خانگی، صنعت خودرو (سبک و سنگین)، صنایع مادر (ماشین سازی)، صنعت تولید تجیهزات مربوط به نفت، گاز و پتروشیمی و همچنین کارفرمایی و پیمانکاری در صنعت نفت، گاز، پتروشیمی منجر به کسب تجارت ارزشمند در حوزه صنعت، معدن و تجارت برای وی شده است و از وی فردی توانمند در این حوزه ساخته است به نحوی که با تمامی مشکلات و راهکارهای برون رفت از مشکلات به صورت عملی دست و پنجه نرم میکند.

## تحصیلات و فعالیت‌های دانشجویی
او تحصیلات خود را در اردبیل گذراند و در رشته ریاضی دیپلم گرفت. تحصیلات عالی خود را در دانشگاه شیراز در رشته مهندسی برق و الکترونیک ادامه داد و مدرک فوق لیسانس خود را در این رشته اخذ کرد. پس از آن در سال ۱۳۷۹ با ادامه تحصیل مدرک دکتری مدیریت دولتی را از مرکز آموزشی مدیریت دولتی اخذ نمود.